# Phyllis Smith
Phyllis Smith (Saint Louis, 15 augustus 1949) is een Amerikaanse actrice en casting-medewerker. Ze is vooral bekend van haar rol als Phyllis Vance in de televisieserie The Office en haar door critici geprezen stemrol als Sadness in Pixar's animatiefilm Inside Out. Ze speelde ook de rol van Betty Broderick-Allen in de door critici geprezen Netflix-serie The OA.

## Biografie
Smith werd geboren op 15 augustus 1949 in Saint Louis (Missouri). Ze liep school aan de Cleveland High School. In 1972 studeerde ze af aan de University of Missouri-St. Louis met een diploma in basisonderwijs.
In de jaren 70 en 80 was ze danseres, cheerleader voor het voetbalteam St. Louis Cardinals en burleske-artiest. Ze werd gedwongen te stoppen met dansen nadat ze een knieblessure had opgelopen. Daarna ging ze in Hollywood aan de slag als actrice en casting-medewerker.
Toen Smith als casting-medewerker voor de televisieserie The Office werkte, werd haar de rol aangeboden van Phyllis Lapin, een zachtaardige verkoopster die het vaak oneens is met de pompeuze kantoormanager Michael Scott. Het personage was speciaal voor haar gecreëerd. Ze ontving in 2006 en 2007 een Screen Actors Guild Award voor haar optreden in The Office in de categorie "uitstekende prestatie door een ensemble in een komedieserie".
In 2011 speelde ze een bijrol in de film Bad Teacher. In 2015 sprak ze de stem in van het personage Sadness in de Pixar-film Inside Out, waarvoor ze lovende kritieken kreeg. Ze ontving in 2015 een Annie Award voor haar optreden in Inside Out in de categorie "uitstekende prestatie door een stemacteur in een film". Later verscheen ze als vaste acteur in de Netflix-serie The OA. In 2024 hernam ze haar rol als Sadness in Inside Out 2.